# Henri Richard (attore)
Henri Richard (Marsiglia, 19 settembre 1883 – Berlino, 9 febbraio 1943) è stato un attore francese.

## Filmografia
- La Dame au ruban de velours, regia di Giuseppe Guarino (1923)
- Due cuori e un'automobile (Paris-Méditerranée), regia di Joe May (1932)
- Grains de beauté, regia di Pierre Caron e Léonce Perret (1932)
- La leggenda di Liliom (Liliom), regia di Fritz Lang (1934)
- Mezzanotte tragica (À minuit, le 7), regia di Maurice de Canonge (1937)
- Il colpevole (Le Coupable), regia di Raymond Bernard (1937)
- Cavalcata d'amore (Cavalcade d'amour), regia di Raymond Bernard (1939)
- Prigione d'amore (Sérénade), regia di Jean Boyer (1940)
- Il marchio sulla carne (La Duchesse de Langeais), regia di Jacques de Baroncelli (1942)
- L'ultimo bacio (Pontcarral, colonel d'empire), regia di Jean Delannoy (1942)
- La porta murata (Un seul amour), regia di Pierre Blanchar (1943)